# Ray Sims
Ray C. Sims (Wichita, 18 januari 1921 - 2000) was een Amerikaanse jazztrombonist. Hij was de broer van saxofonist Zoot Sims.
Sims speelde in de vroege jaren 40 in territory-bands. Na de Tweede Wereldoorlog nam hij op met Anita O'Day en Benny Goodman. Hij werkte met Les Brown (ook als solist, 1947-1957, opnames in 1955) en Dave Pell (1953-1957), daarna met Harry James (1957-1969). Eind jaren vijftig speelde hij als 'sideman' met Charlie Barnet, Bill Holman en Red Norvo. In de jaren 70 speelde hij opnieuw met Harry James, alsook met Corky Corcoran. Tevens nam hij op met zijn broer Zoot. Hij is te horen op opnames van Frank Sinatra.